# Anders Lignell (redaktör)
Anders Lignell, född 27 september 1852 i Träby i Segerstads socken på Öland, död 14 maj 1901 i Luleå stadsförsamling, var en svensk tidningsman.
Lignell var son till lantbrukaren Johannes Olsson och Brita Lena Gustafsdotter och från 1889 gift med Alma Maria Nordlinder.
Efter mogenhetsexamen i Strängnäs 1878 arbetade Lignell som skollärare i Mariefred och i Stockholm fram till 1882. År 1881 medarbetade han i tidningen Fria Ordet och 1883 började han på Dagens Nyheter. I december 1884 tillträdde Lignell som redaktör för Norrbottens-Kuriren, en post han innehade till 1898. Under tiden vid tidningen skrev han en mängd uppskattade kåserier och krönikor under signaturen Salamander. Efter tiden vid Norrbottens-Kuriren var han med och startade Luleposten och senare Gellivarebladet, vilka dock tvingades lägga ner efter två respektive ett år.